# خدنگ مرداب
خدنگ مرداب با (نام علمی: Atilax paludinosus) نام یک گونه از تیره خدنگ است که به نام خدنگ آبی نیز شناخته می‌شود.